# C-17 (航空機)
C-17 グローブマスターIII
- 用途：戦略・戦術輸送
- 分類：輸送機
- 製造者：マクドネル・ダグラス（現ボーイング）社
- 運用者

  -  アメリカ合衆国（アメリカ空軍）
  -  イギリス（イギリス空軍）
  -  オーストラリア（オーストラリア空軍）
  -  カナダ（カナダ空軍）
  -  インド（インド空軍）他
- 初飛行：1991年9月15日
- 生産数：279機
- 運用開始：1993年7月14日
- 運用状況：現役
- ユニットコスト：2億1,800万USドル（2007会計年度時）

C-17は、マクドネル・ダグラス（現ボーイング）社が製造し、アメリカ空軍が保有・運用する、主力の軍用長距離輸送機である。愛称はグローブマスターIII（Globemaster III）で、旧ダグラス・エアクラフト社の開発した輸送機C-74 グローブマスター・C-124 グローブマスターIIに由来している。

## 概要
C-17はC-5戦略輸送機に匹敵する大型貨物の長距離空輸能力とC-130戦術輸送機並みの短距離での離着陸性能を持つ大型輸送機である。
アメリカ空軍では研究開発機を除く223機を航空機動軍団、太平洋空軍、航空教育訓練軍団、空軍予備役軍団、州兵航空隊に配備しているほか、平和維持活動や人道支援による軍の海外派遣が世界的に増えたことから長距離・大型輸送能力が評価され、他国でも採用が広がった。
2000年代に入ると国際的な軍事費削減の動きが強まり、ボーイング社は2015年にC-17の製造ラインを閉鎖した。しかし、その後のアメリカ国内での中国脅威論の台頭や中東での対テロ戦争継続から生産継続またはC-5Mのような初期生産分の近代化改修を行う提案がなされている。

## 特徴
アメリカ陸軍のすべての装甲戦闘車両と航空機の搭載が可能で、C-5戦略輸送機の最大ペイロードの65%近くとなる77トンの貨物搭載ができる。
搭載例
- M1A1 エイブラムス戦車×1両
- M2A2 ブラッドレー歩兵戦闘車（26トン時）×3両
- M3 ブラッドレー騎兵戦闘車（26トン時）×3両
- ストライカー装甲車×3両
- M270 MLRS自走多連装ロケットランチャー×1両、支援車両×3両（運用および整備要員47名）
- ハンヴィー高機動多用途車×10両
- パトリオット地対空ミサイル発射機×1両（分解が必要）
- AH-64攻撃ヘリコプター×3機
- AH-64攻撃ヘリコプター×2機、OH-58観測・軽戦闘ヘリコプター×3機（飛行および整備要員32名）
- 463L貨物パレット×18枚
- 大統領専用車×6両
- 2列の座席をオフセット搭載すれば兵員189名を空輸できる。

最大ペイロードでの航続距離は4,440km、離着陸距離は910m。先進中型短距離離着陸輸送機計画において試作されたYC-15が実証したEBF方式のパワードリフト・システムを用いてSTOL性能を確保している。これはエンジン排気流を主翼下面とスロッテッド・フラップに当てて揚力を増す方式である。
不整地への着陸を考慮し4基のエンジン全てにスラスト・リバーサーが装備されている。リバーサーはファンコールドストリーム型とクラムシェル型の併用で、100％の逆噴射が行える。また上方へ気流を噴射することで、未舗装滑走路で異物をエンジンに吸い込むリスクを最小限にしている。これらにより戦略輸送機と戦術輸送機を兼ねる機体としているが、厳密には降着装置の接地圧が高く、後者の条件は満たしていない。
C-17は太い胴体と横に突き出したスポンソン部に4ユニット計12個の車輪を収めることで、大貨物の搭載を可能としている。貨物の積み下ろし口は後部ランプのみであるが、油圧ウインチと8列ローラー・コンベアによる省力化で、1人のロードマスターでも卸下運用が行えるようになっている。
コックピット内は広く、2名のパイロット席と後部の2名分の追加乗員席に加え、ギャレーと2名分のベッドが備えられている。計器は4つの多機能ディスプレイを備えたグラスコックピットとなっており、輸送機では世界で初めてヘッドアップディスプレイを採用した。操縦装置はフライ・バイ・ワイヤの操縦桿を採用しているが、配置はサイドスティック方式ではなく、床から伸びた台座に操縦桿を設置する変則的なセンター配置である。また前部胴体の右側にはロードマスター用の操作席が設けられている。
多くの軍用輸送機と同じく高翼配置の主翼にターボファンエンジンを4基搭載し、尾翼はT字尾翼、翼端にはウィングレットを装備している。また19tまでの低高度パラシュート抽出システムに対応している。
生産71号機以降は中央翼部に燃料タンクが増設されて航続距離が延び、ボーイング社ではこの型をC-17ERと呼んでいる。
推力向上型エンジンと新型フラップシステムの導入で離着陸性能を向上させ、中央胴体下に主脚を1本増設するC-17Bも計画されていたが実現しなかった 。

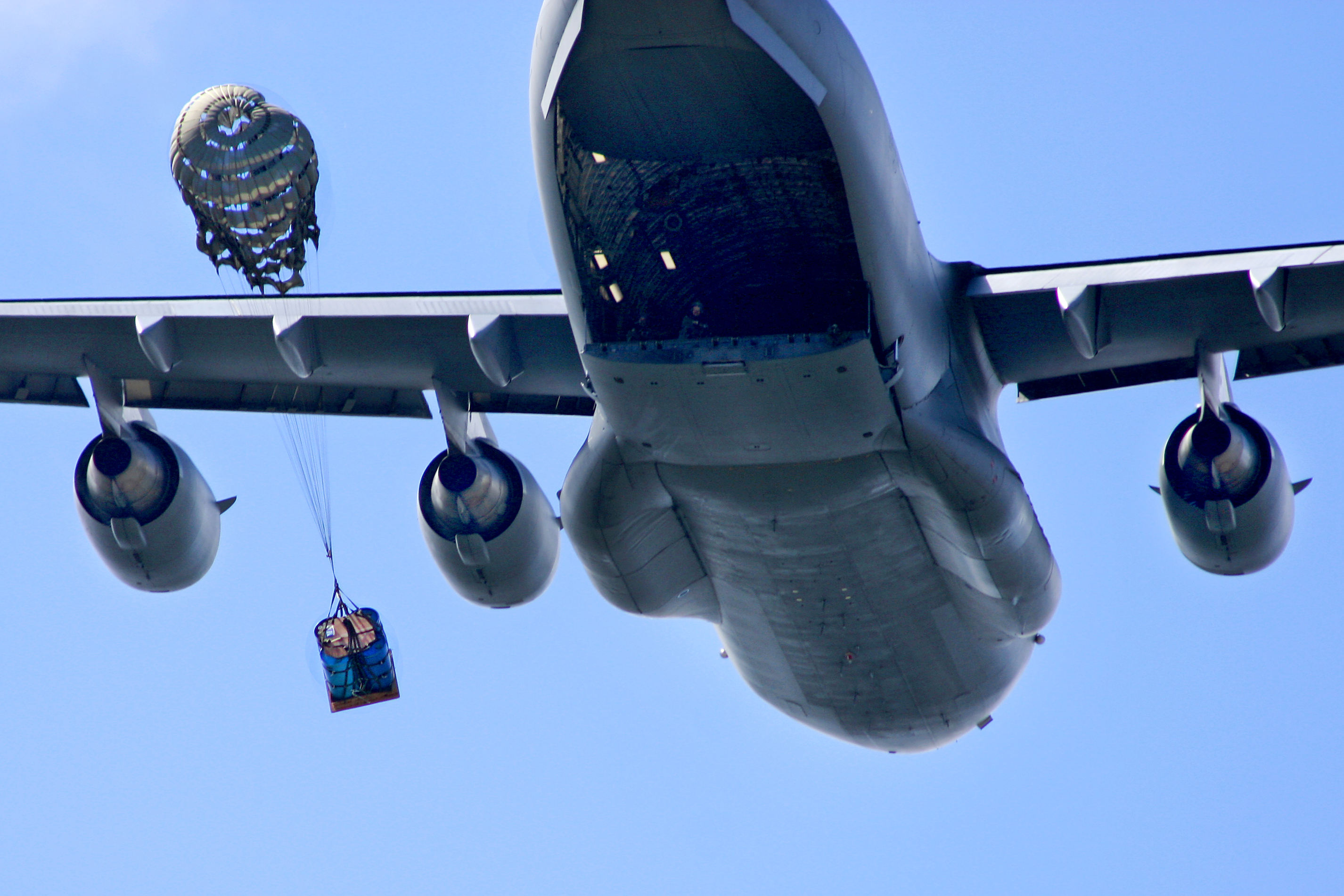
貨物を投下中のC-17
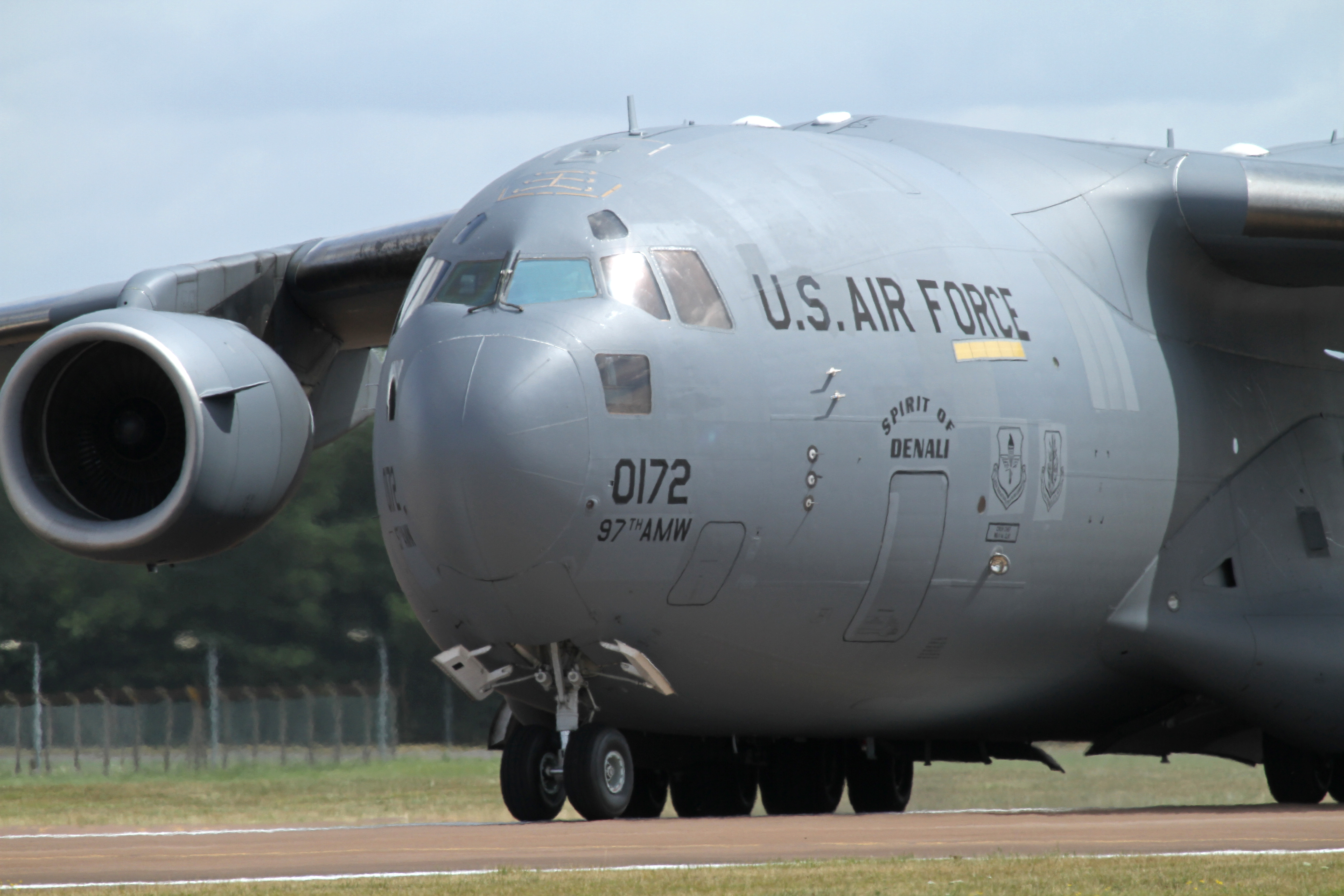
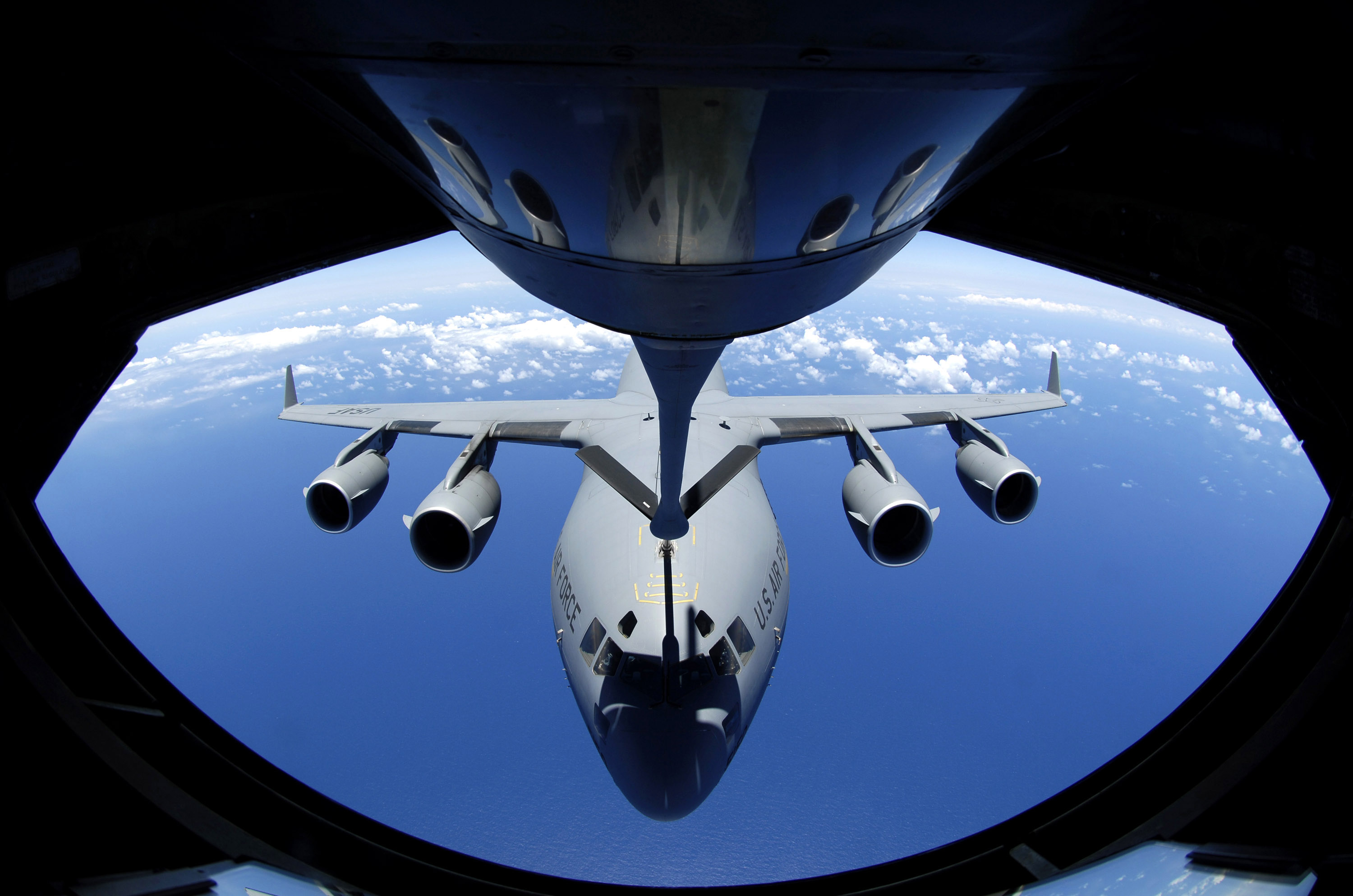
空中給油中のC-17
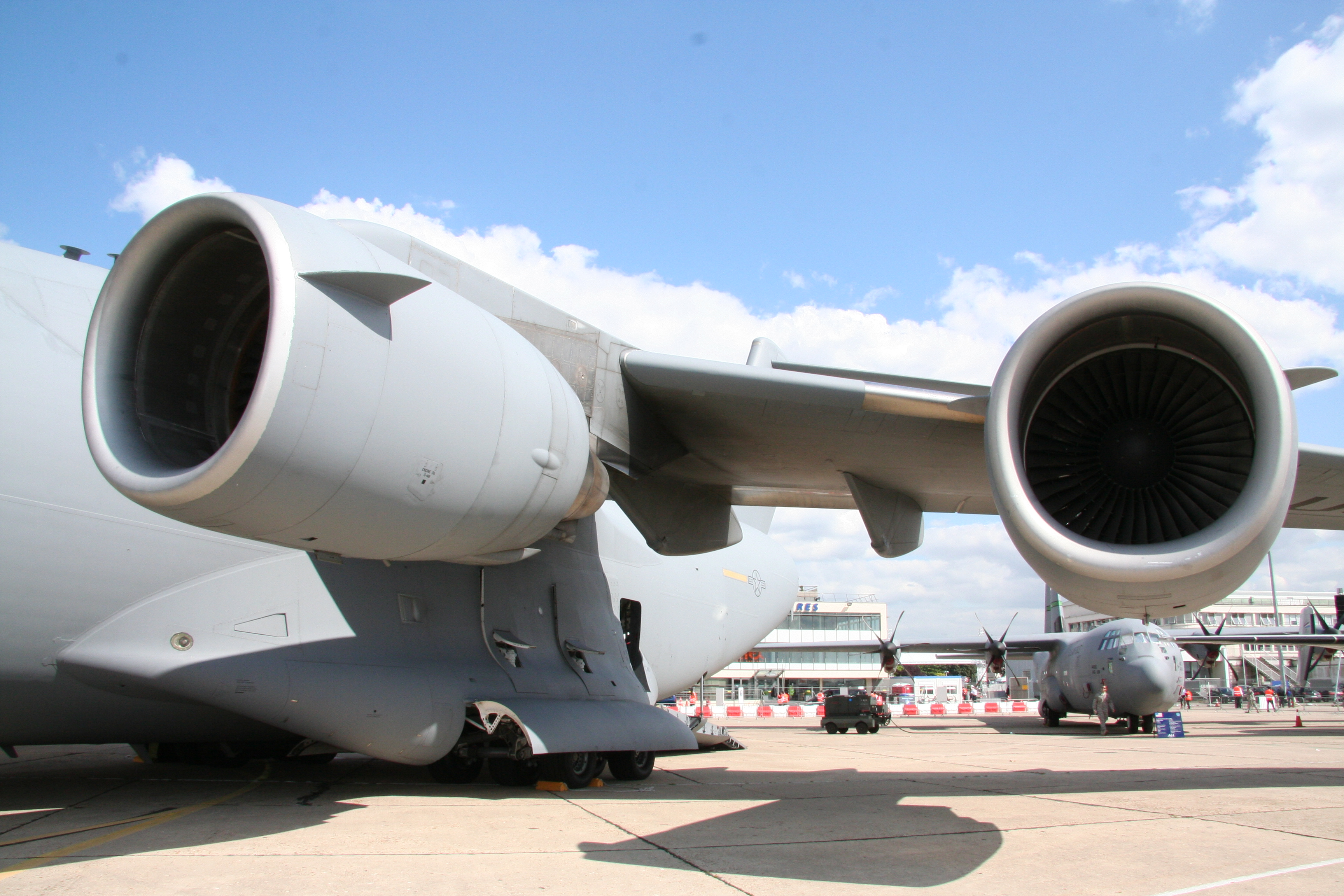
エンジン
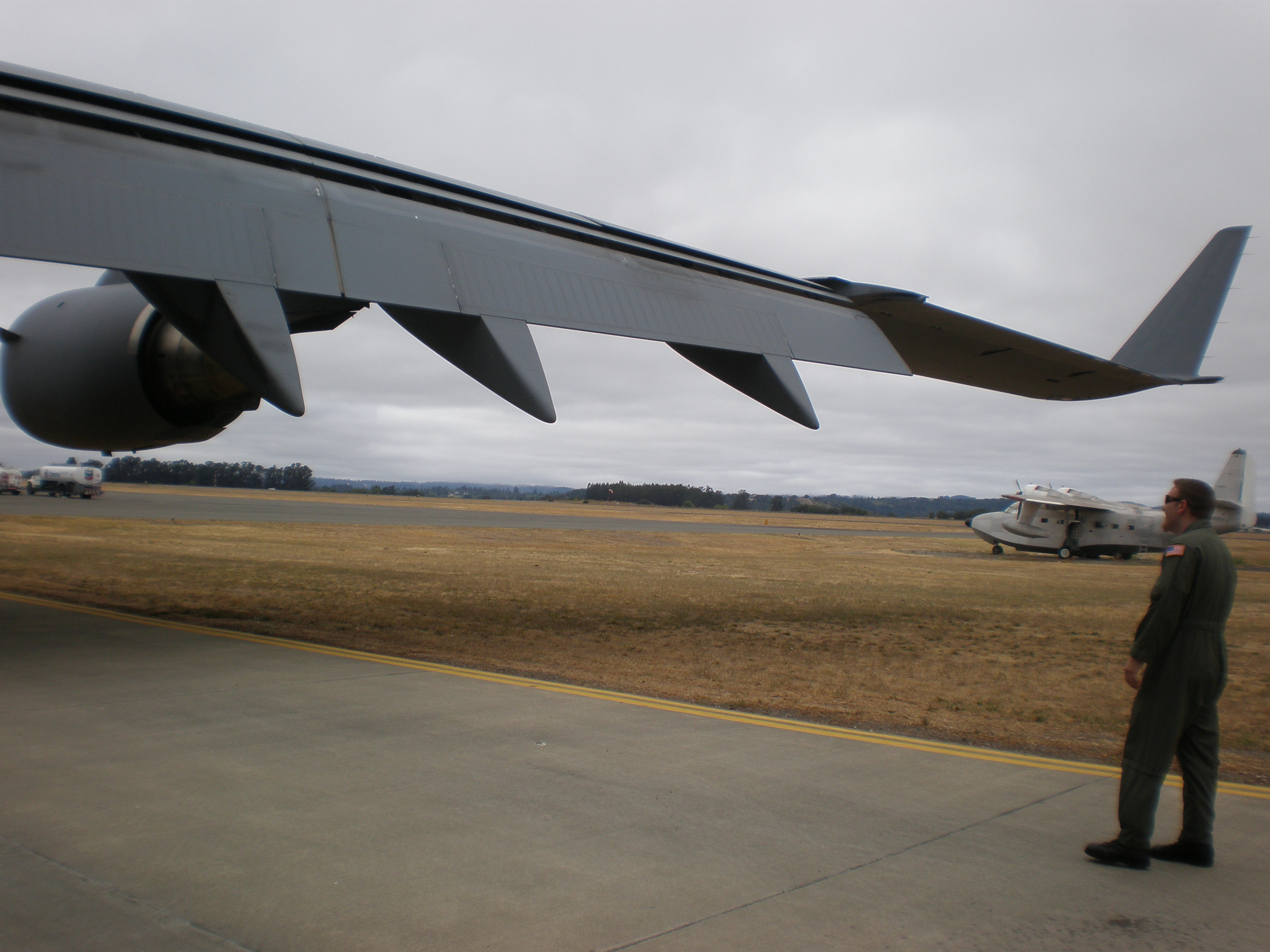
右翼。後方
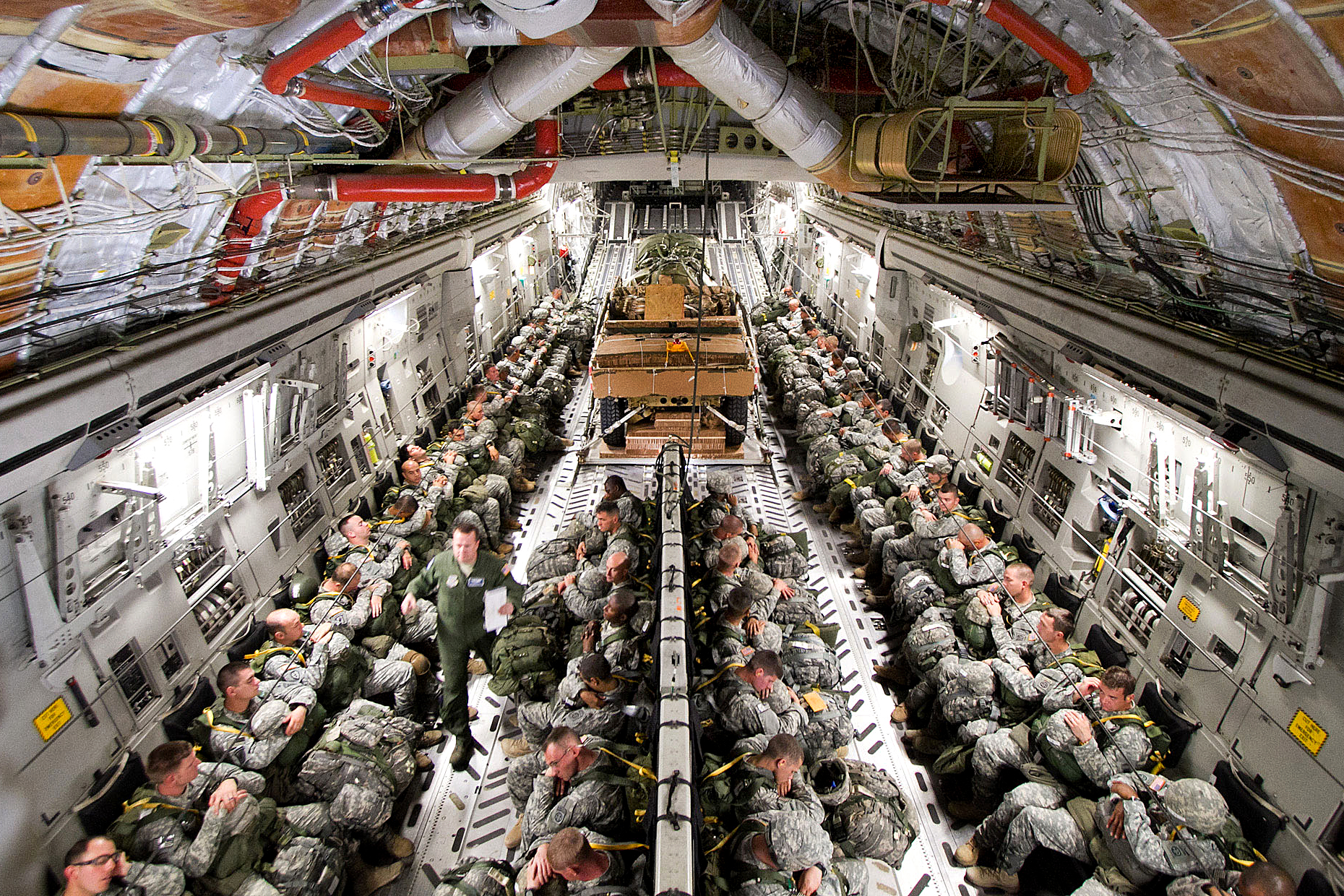
キャビン内。空挺部隊とハンヴィーを空輸している
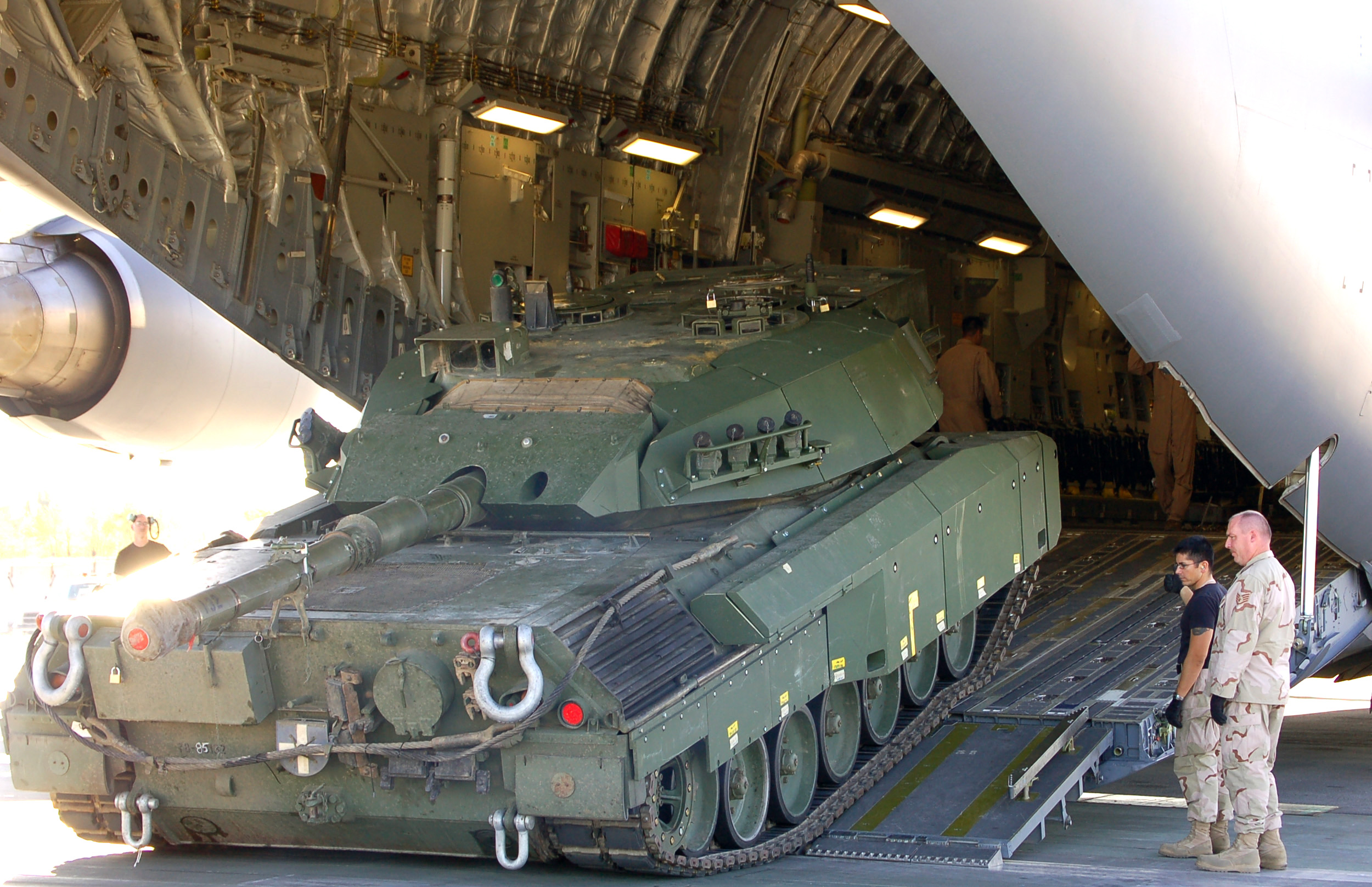
機内から降ろされるレオパルトC2
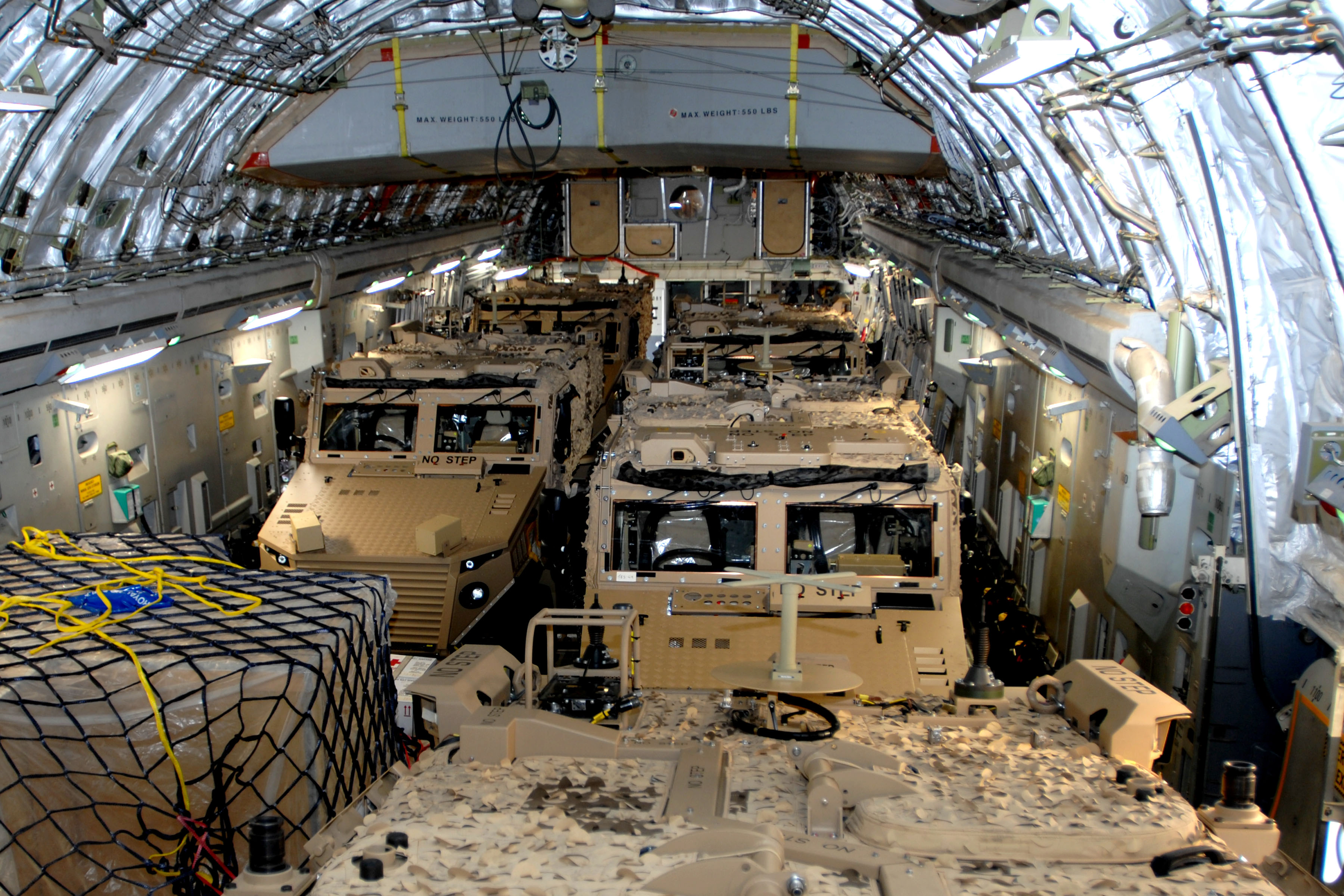
フォックスハウンド装甲車2台が並べられる横幅
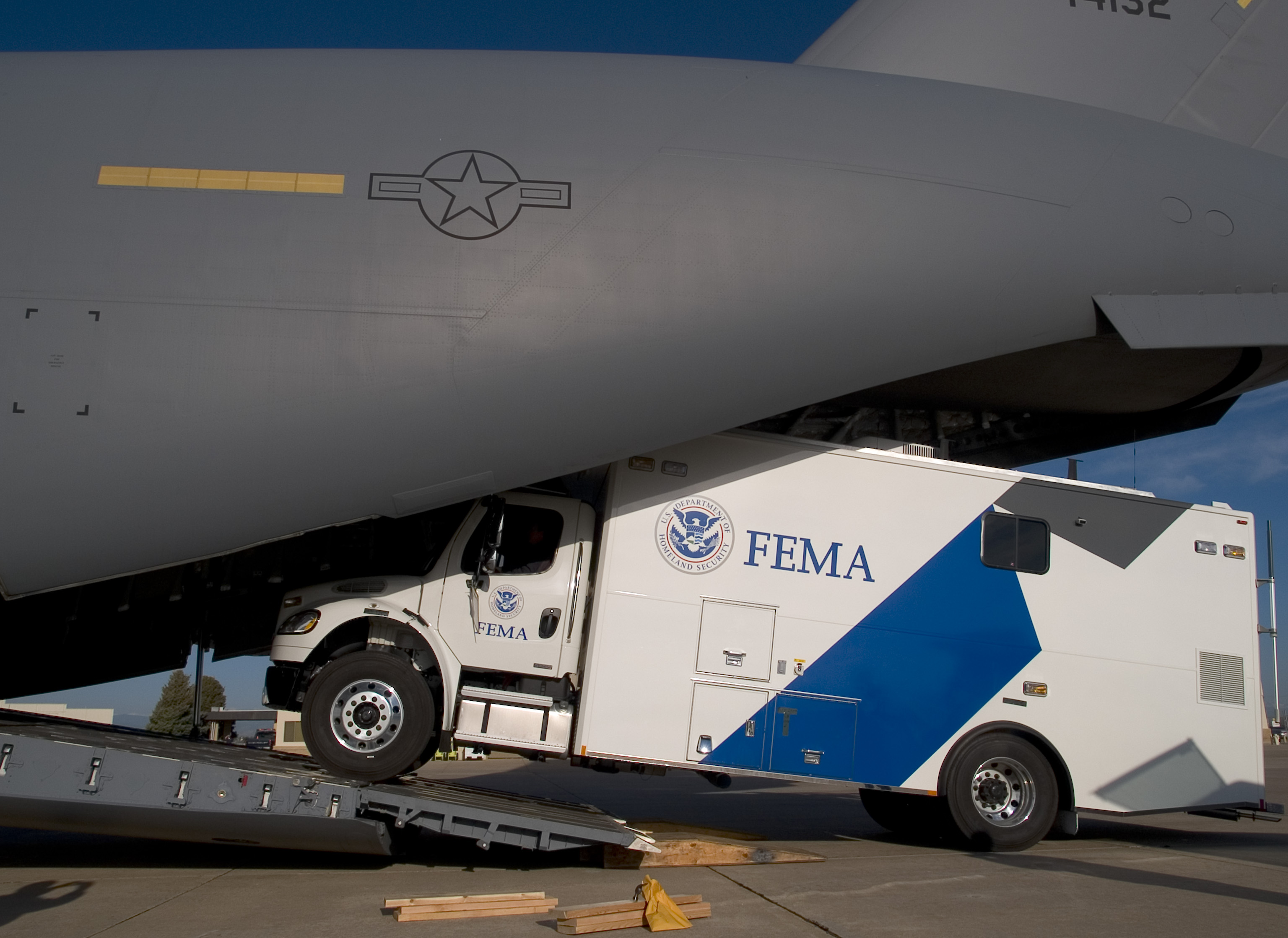
機内へ積み込まれるFEMAの車両
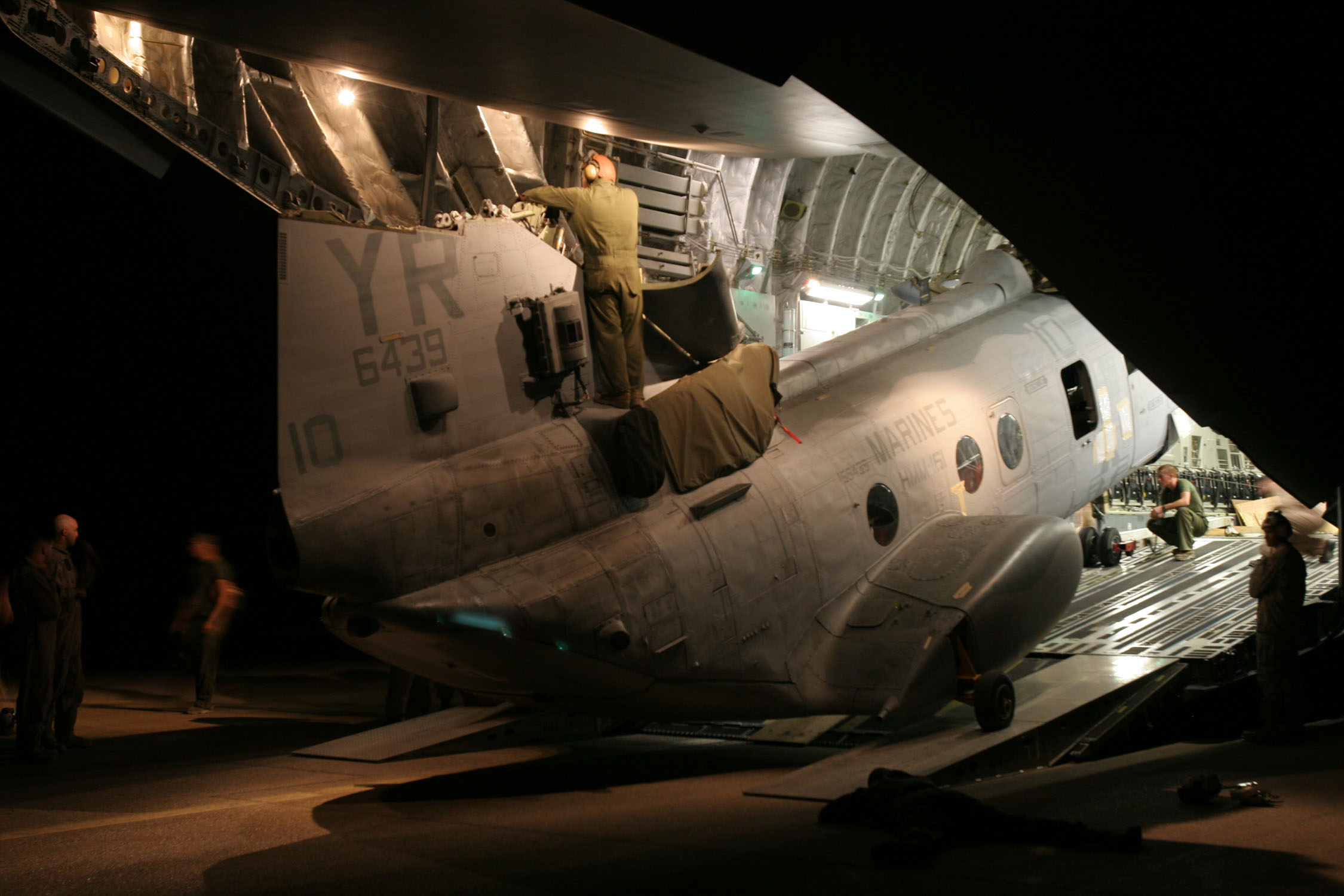
機内から搬出されるCH-46

## 歴史

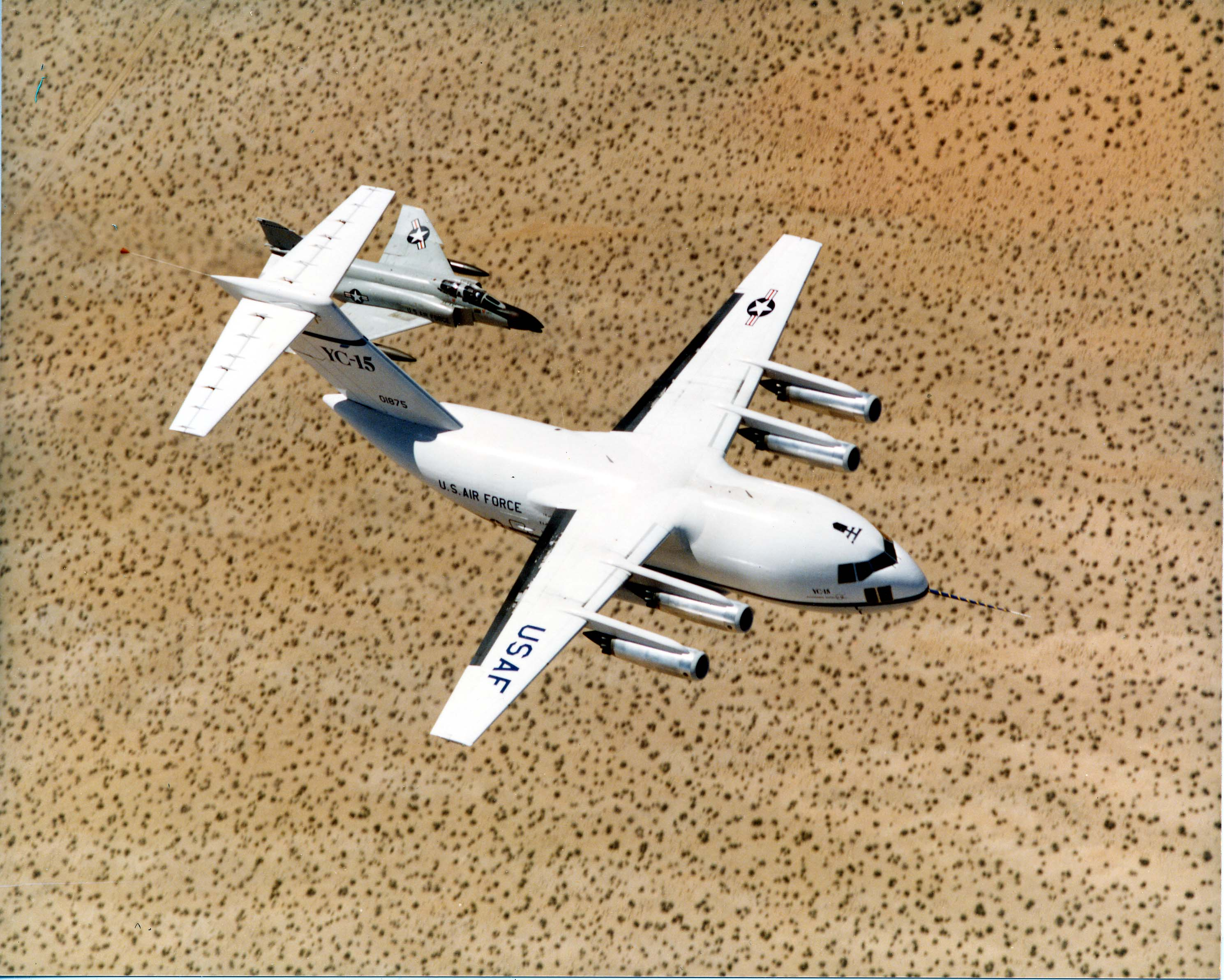
YC-15

アメリカ空軍は1970年代にC-130の後継機計画を模索しており、先進中型短距離離着陸輸送機計画 (AMST)によってボーイングはYC-14を、マクドネル・ダグラスはYC-15を提案した。両者の提案は空軍の要求を上回るものであったが、開発段階に進む前にAMSTは中止となり、1979年11月にC-X (次期輸送機計画) として再開された。1980年時点でアメリカ空軍は老朽化したC-141を大量に保有していたが、空軍は迅速な展開のために戦略的空輸能力の向上を必要としていた。1980年10月、空軍はC-Xの提案依頼書を発表した。マクドネル・ダグラスはYC-15をベースにした新型機を開発、ボーイングはAMSTのYC-14を拡張、ロッキードはC-5ベースの機体とC-141を拡張した2機種を提案した。1981年8月28日、マクドネル・ダグラスがC-17の開発を担当することが決定。YC-15との違いは後退翼の採用と機体サイズの拡大、エンジンの強化などであった。C-17の開発でC-141の任務とC-5の担っていた大型貨物輸送の一部を行うことができるとされた。
C-Xの選定後も空輸の需要を満たすためC-141AのC-141Bへの改良、C-5の増産、KC-10の継続購入、民間予備航空隊の活用などの代替案が提言された。計画は予算や技術的な問題で4年間の延期を余儀なくされたが、この間に予備設計作業とエンジン認証のための契約が結ばれ、1985年12月31日に全規模開発契約が結ばれた。原型機のロールアウトが1990年12月となった。初飛行は1991年9月15日にカリフォルニア州のロングビーチ工場で行われた。部隊への配備開始は1993年7月に、第437空輸航空団から開始された。その後も、コストパフォーマンスの問題 で調達に遅れが生じたが、問題払拭後は発注数が増加している。
C-17は開発目標を概ね達成し高く評価され、近年のアメリカ軍の中東展開には、欠かせない機体となっている。

### ノーザン・ディレイ作戦・機上のドラゴン作戦
C-17はイラク戦争におけるアメリカ軍初のエアボーン作戦に参加した。
2003年3月26日、アルビール州北部のバシュール飛行場奪取を目的として、ノーザン・ディレイ作戦が発動された。本作戦には地上部隊として第173空挺旅団から旅団長ウィリアム・C・メイヴィル大佐を含む954名が、航空部隊として第62、315、437、446空輸航空団より26機のC-17が参加した。
深夜、地上部隊を搭乗させたC-17がイタリアのアヴィアーノ空軍基地より離陸。パラシュート降下は高度300mの低空で実施され、午後8時10分から25分間で全隊員が降下した。夜闇と強風により降下部隊は分散し兵力の集結に時間を要したが、アメリカ特殊部隊に支援されたクルド人民兵「ペシュメルガ」との連携、微弱な敵の抵抗もあり、部隊は飛行場を奪取した。以後、26機のC-17による空輸が行われ、4日間で旅団の残余2,200名、M119榴弾砲6門、車両400両以上、貨物3,000トンが輸送された。
4月7日より、旅団に配属されていた1/63機甲大隊を空輸するための機上のドラゴン作戦が発動された。この作戦では19日までの12日間で、24機のC-17により兵員300名と車両78両が空輸された。車両の内訳は、M1A1戦車5両、M88A2戦車回収車1両、M2A2歩兵戦闘車5両、重PLS輸送車1両、HEMTT重機動トラック7両、M113A3装甲兵員輸送車12両、FMTVトラック4両、M997改造指揮車2両、ハンヴィー汎用車37両であった。

### シリア内戦
2017年、アメリカ軍はISILが首都と位置付けるラッカへの攻勢を行うため、シリア北部の飛行場を拡張強化した上でC-17を投入。アメリカ海兵隊やシリア民主軍に対して物資供給などの支援が行われた。

### アメリカ軍のアフガニスタン撤退

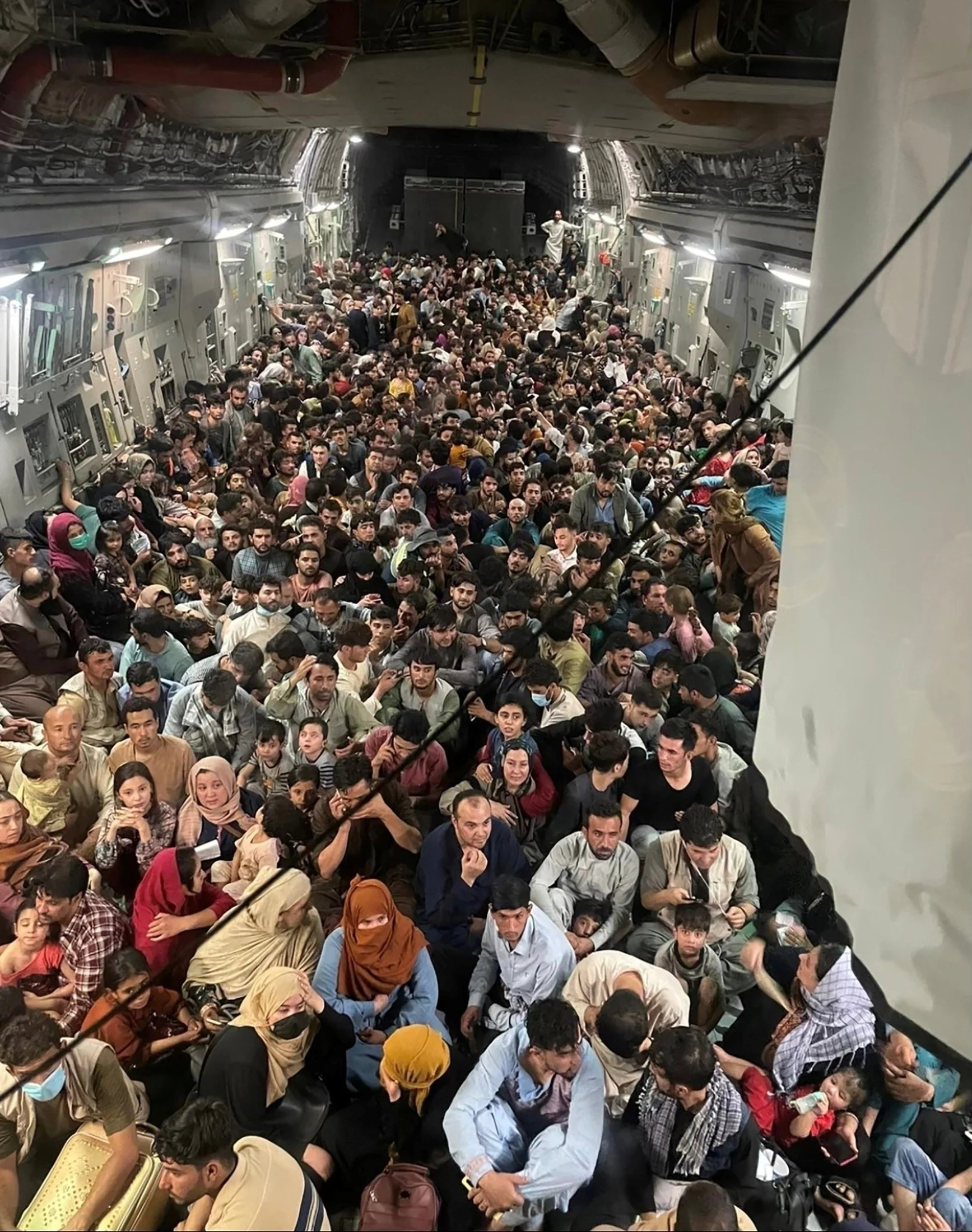
キャビン一杯に乗り込んだ避難民

2021年ターリバーン攻勢では、アメリカの想定以上の速さでターリバーンが首都カーブルを制圧。多くの避難民がターリバーンから逃れるためにカーブル国際空港に殺到した。この際、アメリカ軍は一部の避難民の国外輸送にC-17を使用した。首都陥落直後の混乱では8月16日空港制限区域内に一般人が乱入、誘導路や滑走路上を移動するC-17にしがみつき離陸後に転落したり、着陸後に主脚格納装置に巻き込まれて死亡しているのが確認された 一方、1機で600人以上の民間人を機内にスシ詰め状態にして運用せざるを得ない状況となった。

## 採用国

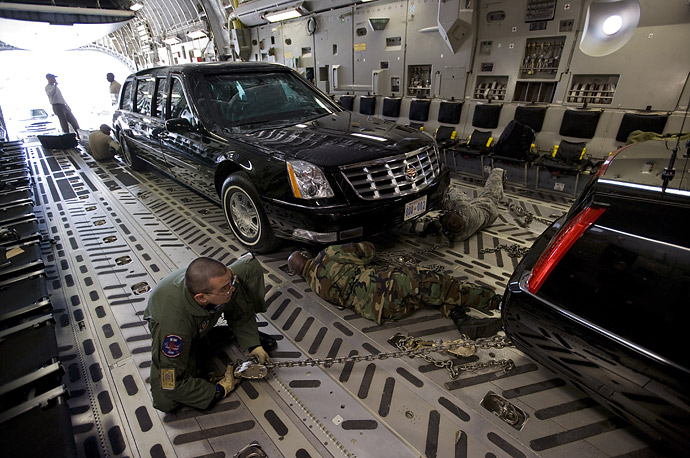
大統領専用車の国内および国外の移動で利用されるC-17

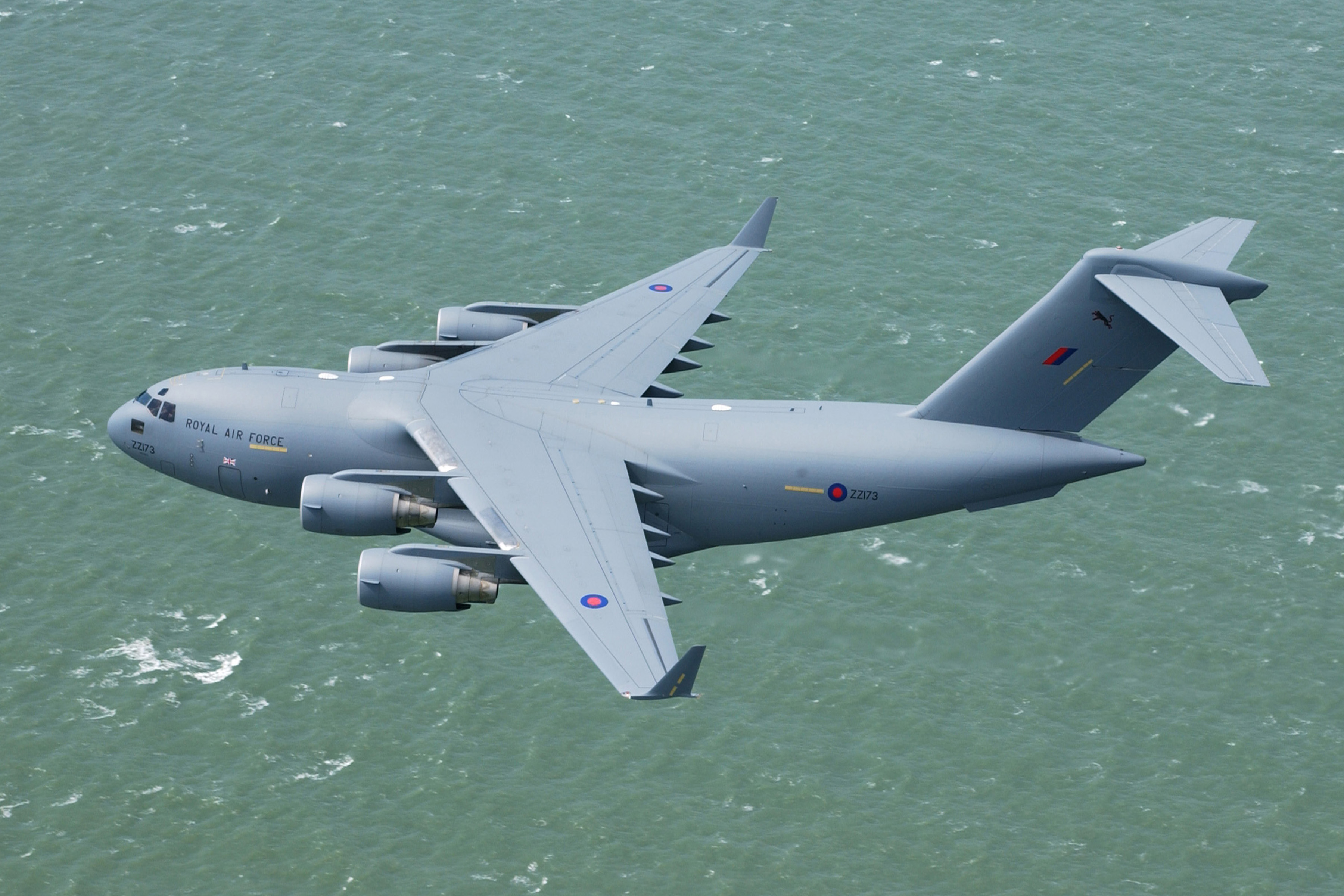
イギリス空軍のC-17

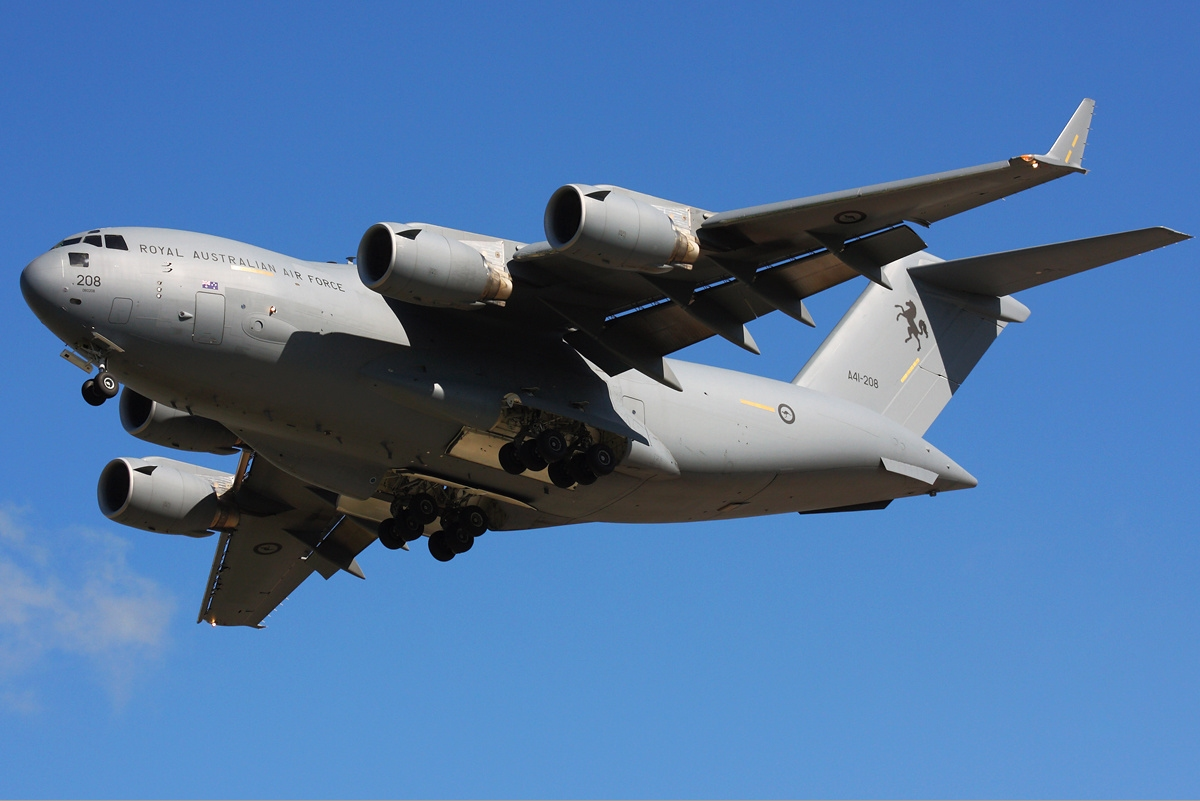
オーストラリア空軍のC-17

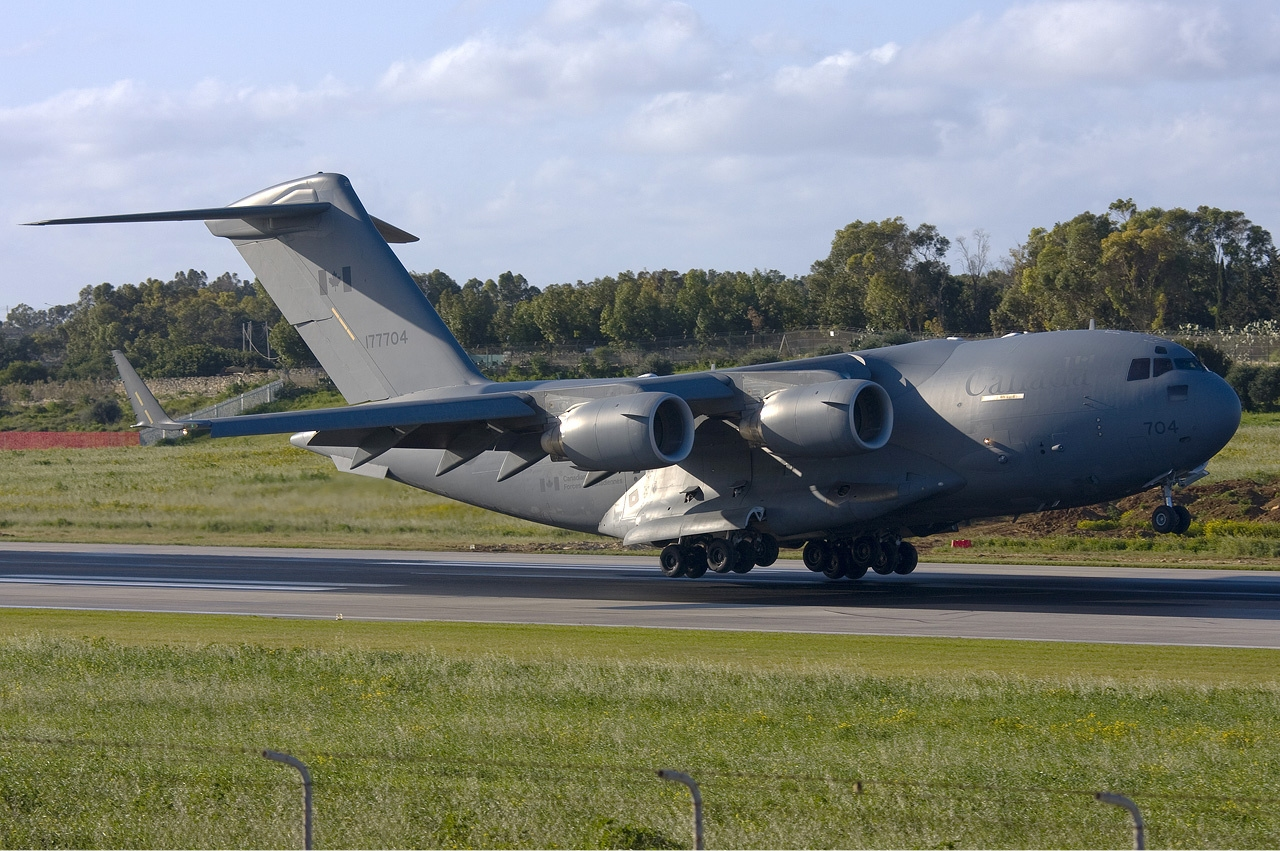
カナダ空軍のCC-177

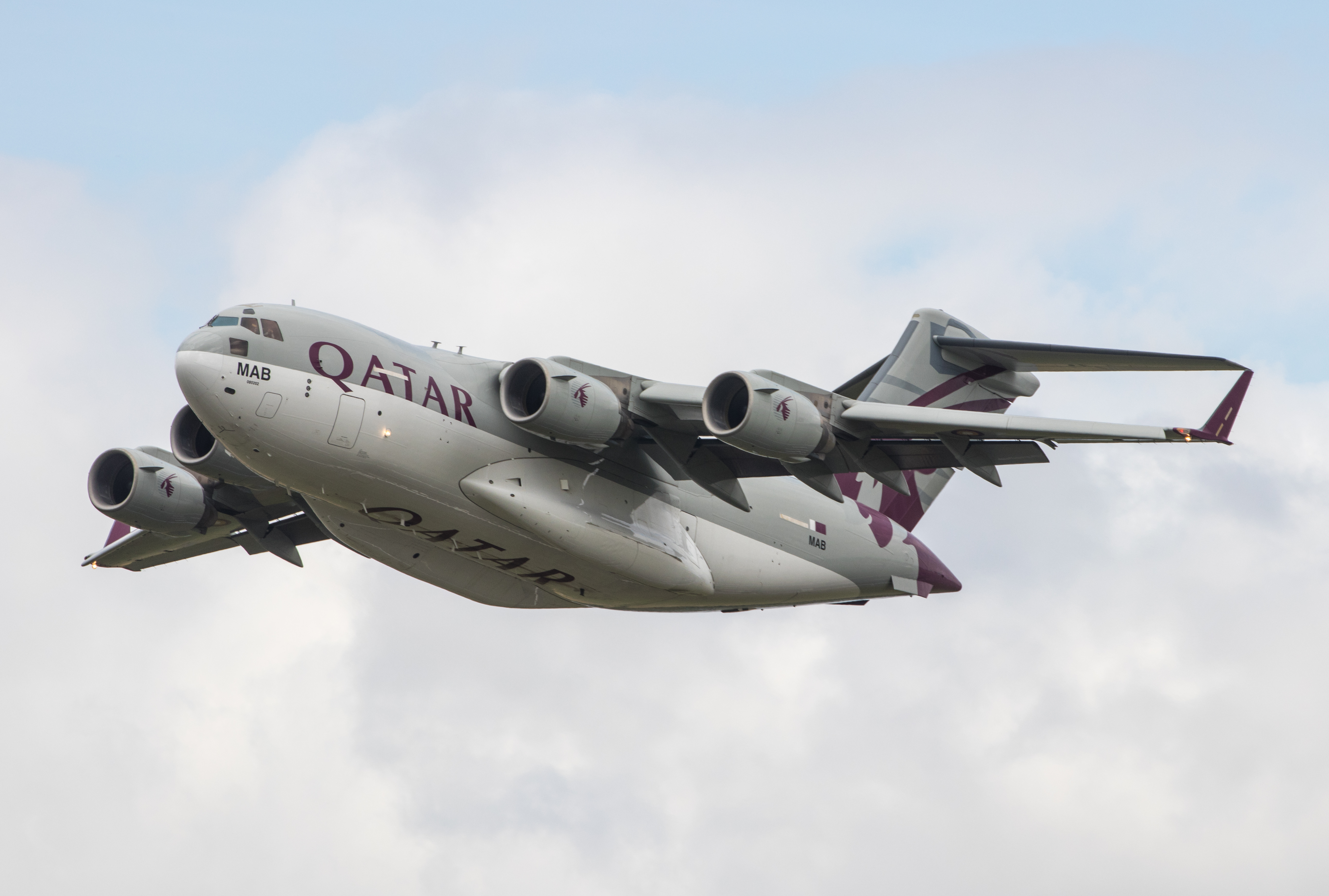
カタール航空の塗装が施されたカタール空軍のC-17

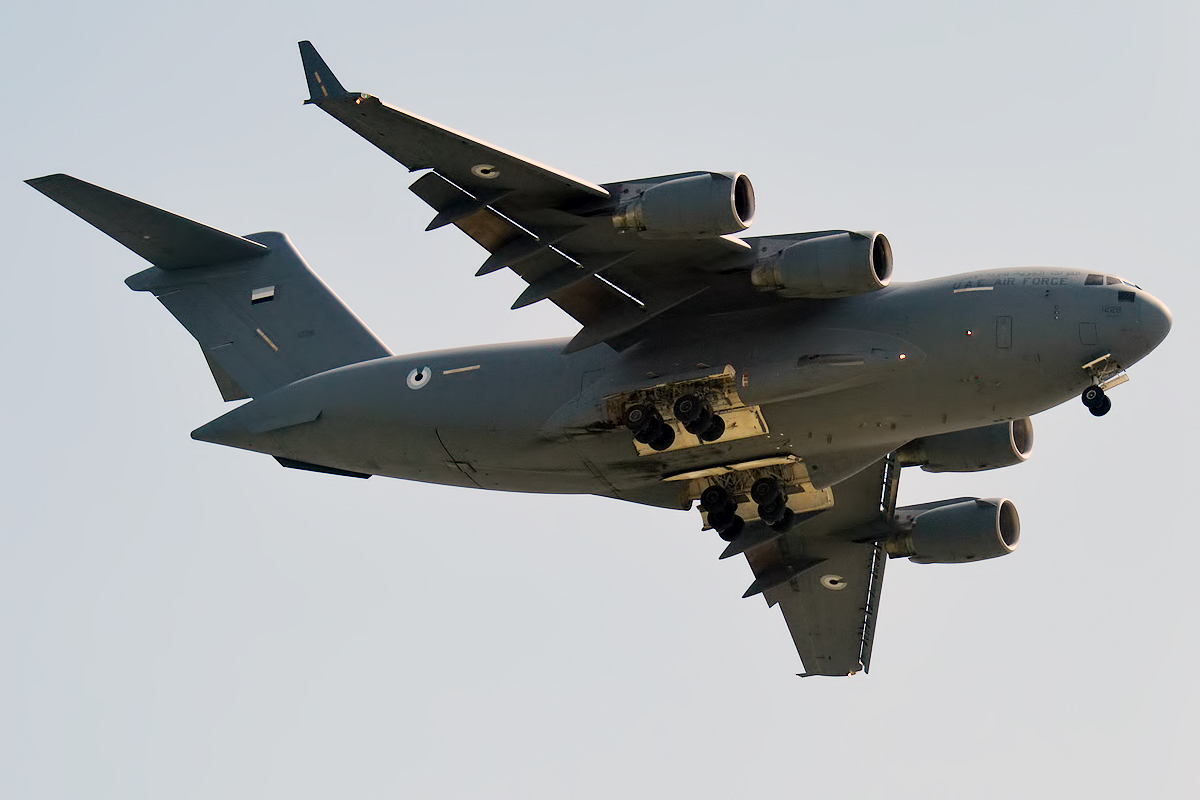
UAE空軍のC-17

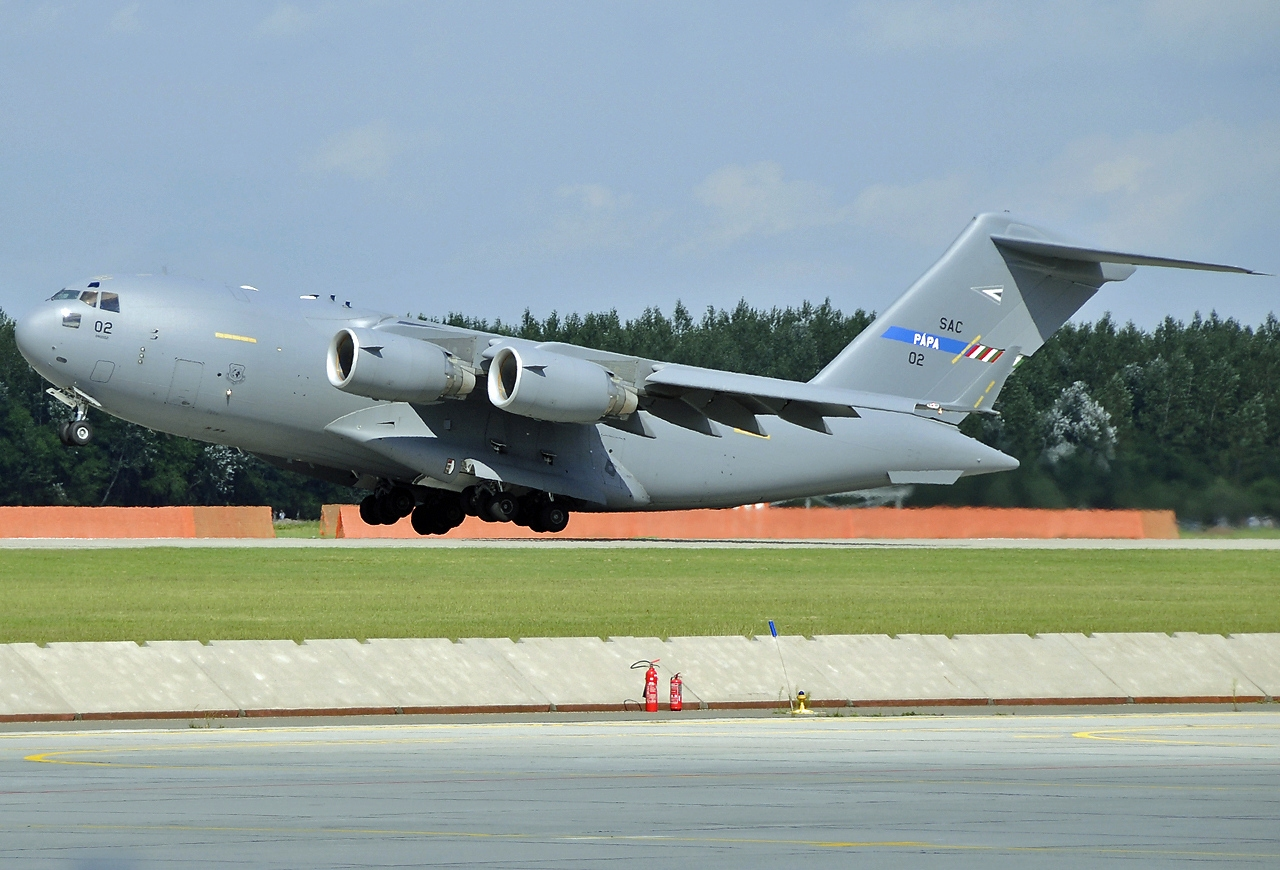
SACで使用されるC-17

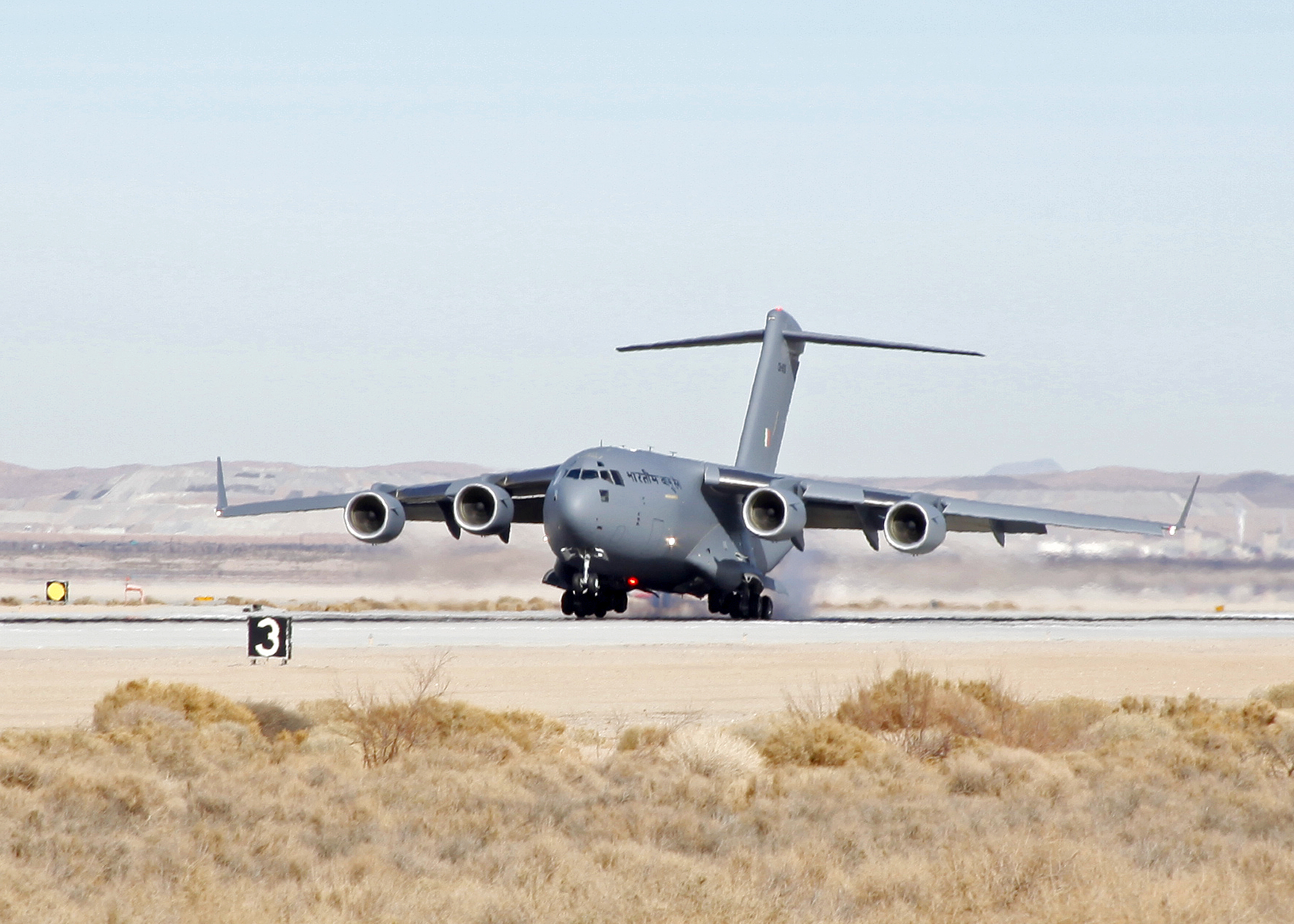
インド空軍のC-17

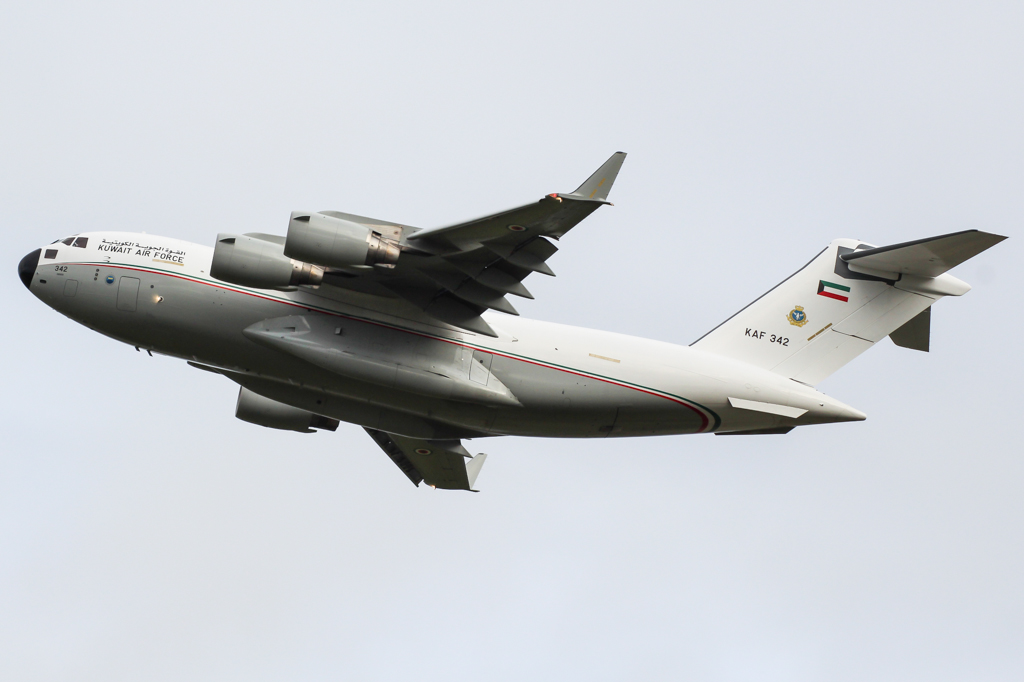
クウェート空軍のC-17

現在、C-17を採用しているのは7ヶ国と1機構軍である。

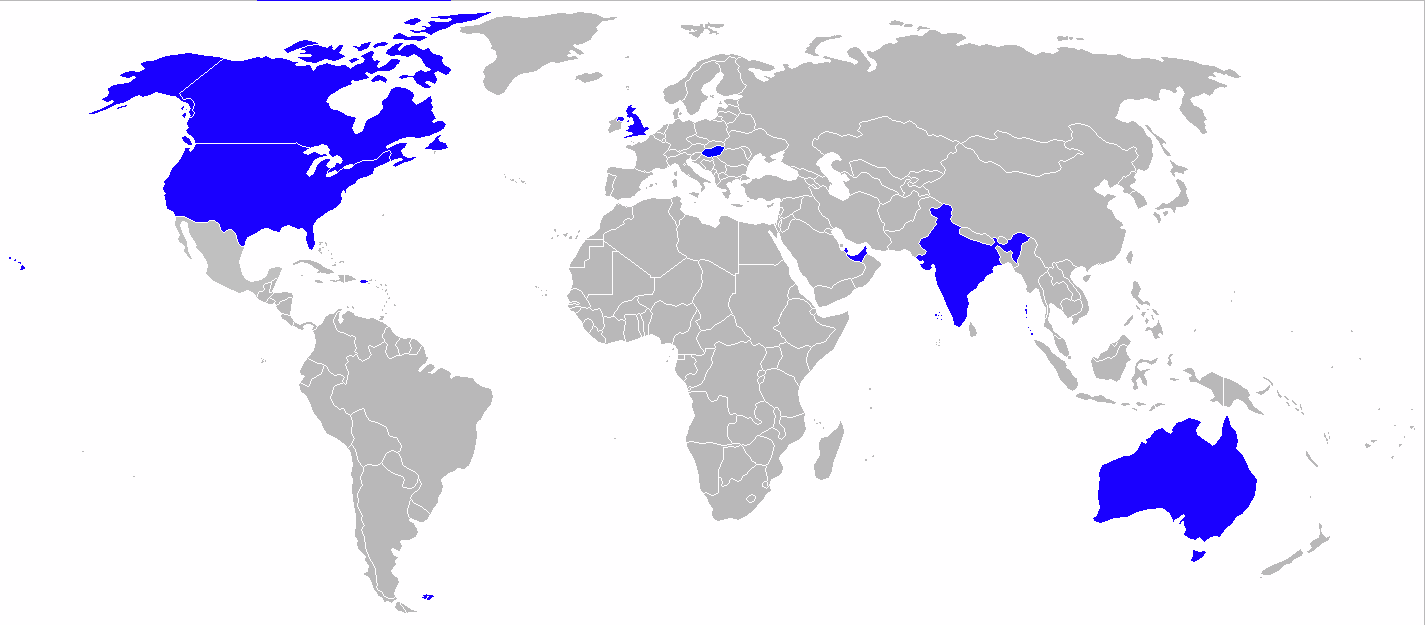
C-17採用国(青色)

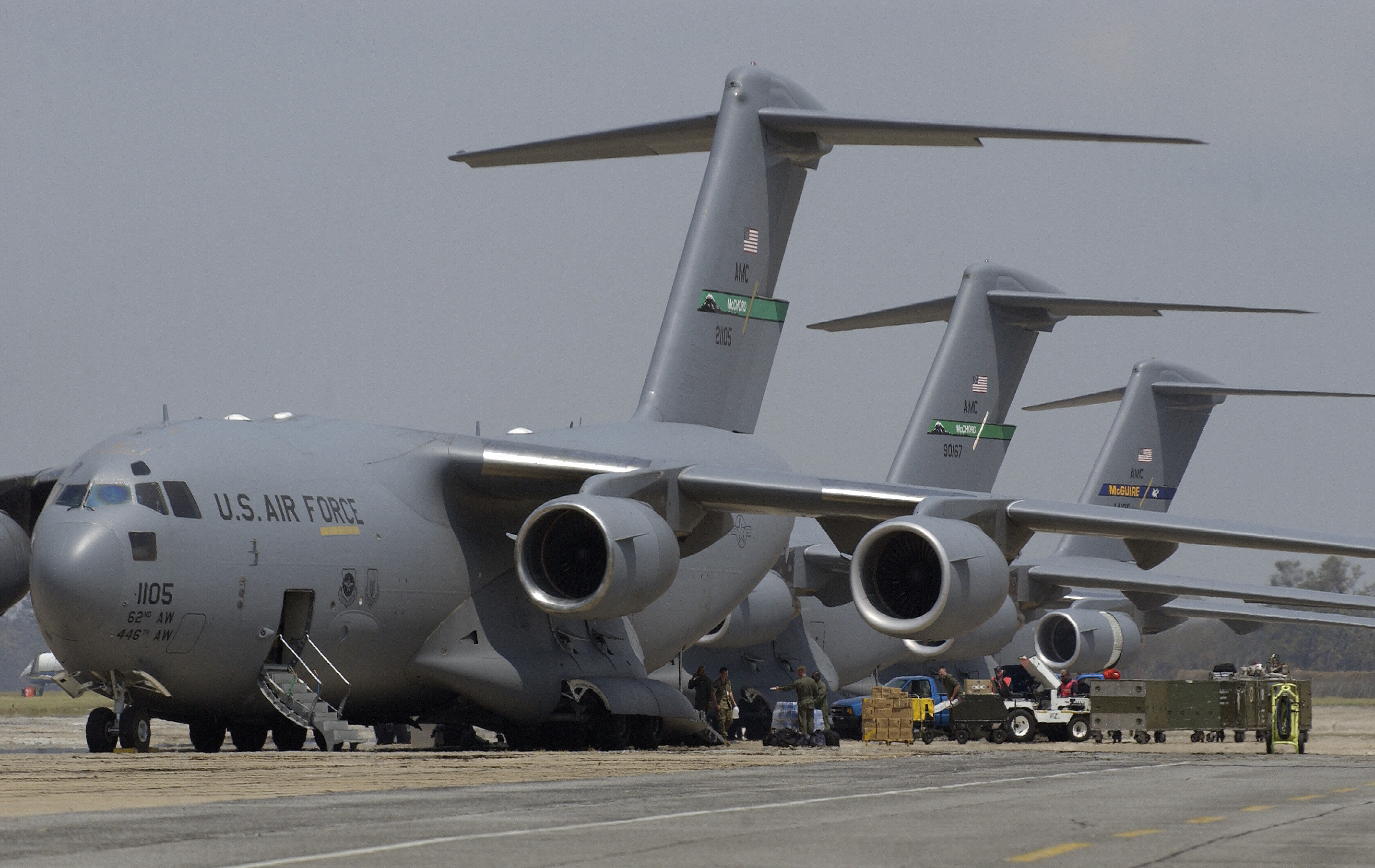
ハリケーン・カトリーナによる災害派遣で救援物資を輸送したアメリカ空軍のC-17

 アメリカ合衆国
アメリカ空軍航空機動軍団（AMC）では223機が配備され運用されている。
 イギリス
イギリス空軍ではエアバス A400Mの開発遅延もあり、2001年からグローブマスター C.1の名称で (この名称はすぐに廃れ、現在はC-17A グローブマスターIIIとなっている) C-17Aの運用を開始した。当初はリース契約であったが、2004年に購入契約に切り替えた。
当初は4機の運用予定だったが、2009年までに6機に増強され、同年12月に更に1機が追加発注され、最終的に8機となった。2022年9月8日にスコットランド、アバディーンシャーのバルモラル城で崩御したエリザベス2世の棺を9月13日にエディンバラ空港からノーソルト基地まで輸送した。
 オーストラリア
2006年、オーストラリア空軍が開発中のA400Mと比較検討の上、国外展開用に4機の購入を決定。費用は10億豪ドル。
2006年-2008年にかけて機体を受領し、第36飛行隊に配備された。2011年に発生した東北地方太平洋沖地震では当時利用可能だった3機全てが救援物資輸送のため日本に派遣された。
2011年の追加発注により2012年11月には機数が6機に増強され、2015年には8機となった。
 カナダ
カナダ軍（カナダ空軍）は、国外展開用に長距離輸送機を求めており、2007年からC-17Aの取得を開始した。
4機を取得し、CC-177の名称で第429航空隊に配備されている。2014年12月19日には5機目の導入を発表した。
 カタール
カタール空軍は、2008年7月21日にC-17Aを2機発注。2009年に受領。2015年までに8機となった。すべて民間登録で、うち1機（機体記号A7-MAB）はカタール航空の塗装である。
 アラブ首長国連邦
2009年にC-17Aを2機、2010年1月にさらに4機を追加発注。2011年に最初の2機、2012年に追加の4機が納入された。
 NATO
C-17Aを多国籍で共同調達・共同運用を行う戦略空輸能力構想を発表し、2008年10月1日にブルガリア、エストニア、ハンガリー、リトアニア、オランダ、ノルウェー、ポーランド、ルーマニア、スロベニア、アメリカのNATO加盟10ヶ国とNATO非加盟のスウェーデン、フィンランドの合計12ヶ国が了解覚書に調印。
アメリカ空軍から1機が提供されたほか、2009年に新造機2機を調達、ハンガリー空軍のパパ空軍基地を拠点に運用が行われている。このため機体にはハンガリー空軍の国籍マークが描かれている。
 インド
インド空軍がロシア製のIl-76 20機の後継としてC-17Aの購入を希望し、2009年2月にアメリカ空軍に対し取得費や運用コストについての情報を求めた。最終的に2011年6月が10機の発注され、2013年から2014年末までに10機を受領した。2024年時点で、11機を保有。
2015年のイエメン内戦で、孤立した自国民の出稼ぎ労働者の救出に派遣された。また同年のネパール地震では救援物資の輸送のためネパールに派遣された。
 クウェート
2010年9月に対外有償軍事援助形式で1機の購入を希望し、2013年に2機を発注、翌年2月13日に初号機が納入された。

### 検討
日本
航空自衛隊でC-1の後継候補となったが、使用できない飛行場があり、最高巡航速度が性能要求を下回ることから採用されなかった。
伊藤忠商事が日本での輸入代理店になっており、1990年代後半の『自衛隊装備年鑑』などに掲載された広告には、政府専用機の塗装を施したC-17のイラストが描かれていた。
2025年2月7日（日本時間8日）、アメリカを訪問した石破茂首相がドナルド・トランプ大統領との首脳会談にて、アメリカ製大型輸送機の購入に意欲があることを伝え、トランプ氏側もこれに歓迎する意向を示した。この大型輸送機の候補にはC-17が念頭に上がっており、日本政府内でC-17の購入に向けた検討を進めている。C-17はすでに製造が終了しているため、米軍の中古機を購入する案が浮上している。
 フランス
2009年3月27日、フランス国防省がアメリカ空軍に書簡を送り、3機のC-17A購入についての価格や引き渡し時期などのデータの問い合わせを行った。
 韓国
C-17の導入を正式に決めたわけではないが、2008年夏にC-17クラスの輸送機を3-4機購入する資金を準備したとされていた。

### 民間型
旧マクドネル・ダグラス時代の1990年代に本機の民間機バージョンとして「MD-17」が計画されたが、実現しなかった。また2000年にもボーイングが民間型「BC-17X」を提案したものの、こちらも受注は得られていない。

## 搭載機器
- AN/AAR-47（V）2 ミサイル・レーザー警報システム
- AN/ALE-47 射出装置（チャフ、フレア散布）[1]

## 仕様
- 全長：53.0 m
- 全幅：51.8 m
- 全高：16.8 m
- 翼面積：353.02 m²
- 最高巡航速度：M0.77[22][23]
- 巡航速度：M0.74（450 knot、833 km/h、高度8,530 m）[23][24]
- 実用上昇限度：45,000 ft (13,716 m)
- エンジン：P&W F117-PW-100 ターボファン（18,460 kg）4基
- 航続距離：5,190 km（空荷フェリー時：9,815 km）
- 貨物室：h：主翼後端までの約13mは3.76m、主翼後端からランプ付近までは5.3m、ランプ端付近は4.1m、w：5.48m、l：26.82m（6mランプ含む）
- 空虚重量：128.1 t
- 最大離陸重量：265.35 t
- 最大積載量：77.519 t
- 最低着陸必要距離：1,000 m（500 mで着陸した実績有り）[1]

|                  | C-5B             | C-17                           | Il-76MD                         | An-124                           | An-225            | Y-20             |
| ---------------- | ---------------- | ------------------------------ | ------------------------------- | -------------------------------- | ----------------- | ---------------- |
| 画像             |                  |                                |                                 |                                  |                   |                  |
| 乗員             | 2 - 5名          | 2 - 4名                        | 5名                             | 4 - 6名                          | 6名               | 3名              |
| 全長             | 75.3 m           | 53.0 m                         | 53.19 m                         | 68.96 m                          | 84.0 m            | 47.0 m           |
| 全幅             | 67.89 m          | 51.8 m                         | 50.5 m                          | 73.3 m                           | 88.71 m           | 50.0 m           |
| 全高             | 19.84 m          | 16.8 m                         | 14.44 m                         | 20.78 m                          | 18.1 m            | 15.0 m           |
| 空虚重量         | 170 t            | 128.1 t                        | 92.5 t                          | 175 t                            | 285 t             | 100 t            |
| 基本離陸重量     | ―                | 263 t                          | ―                               | ―                                | 600 t             | ―                |
| 最大離陸重量     | 388 t            | 265.35 t                       | 210 t                           | 405 t                            | 640 t             | 220 t            |
| 最大積載量       | 122.471 t        | 77.519 t                       | 53 t                            | 150 t                            | 250 t             | 66 t             |
| 貨物室           | L37.0×W5.8×H4.1m | L26.83×W5.49×H3.76m            | L20.0×W3.4×H3.4m                | L36.0×W6.4×H4.4m                 | L43.35×W6.4×H4.4m | L20.0×W4.0×H4.0m |
| 発動機           | TF39×4           | F117-PW-100×4                  | PS-90A-76×4                     | D-18T×4                          | D-18T×6           | D-30KP-2×4       |
| 発動機           | ターボファン     |                                |                                 |                                  |                   |                  |
| 巡航速度         | 830 km/h         | 830 km/h                       | 800 km/h                        | 800 – 850 km/h                   | 800 km/h          | 810 km/h         |
| 航続距離         | 122 t / 4,444 km | 0 t / 9,815 km 71 t / 4,630 km | 40 t / 5,000 km 53 t / 4,200 km | 0 t / 15,000 km 150 t / 3,700 km | 600 t / 4,000 km  | 0 t / 7,500 km   |
| 最短離陸滑走距離 | 1,600 m          | 1,000 m                        | 1,800 m                         | 2,530 m                          | 2,400 m           | 600 - 700 m      |
| 生産数（-2023）  | 131              | 279                            | 960                             | 55                               | 1                 | 68               |
| 運用状況         | 現役             | 現役                           | 現役                            | 現役                             | ※使用不能         | 現役             |

※ロシアのウクライナ侵攻による攻撃で焼損し、破壊される。
|                  | C-2                                                    | A400M                                    | C-17                                | Y-20          | C-130J                              | KC-390                                                 | An-178                                     | Il-276                                    |
| ---------------- | ------------------------------------------------------ | ---------------------------------------- | ----------------------------------- | ------------- | ----------------------------------- | ------------------------------------------------------ | ------------------------------------------ | ----------------------------------------- |
| 画像             |                                                        |                                          |                                     |               |                                     |                                                        |                                            |                                           |
| 乗員             | 3名                                                    | 3-4名                                    | 2-4名                               | 3名           | 3-6名                               | 2名                                                    | 3名                                        | 2名                                       |
| 全長             | 43.9 m                                                 | 45.1 m                                   | 53.0 m                              | 47.0 m        | 29.79 m                             | 35.20 m                                                | 32.95 m                                    | 33.2 m                                    |
| 全幅             | 44.4 m                                                 | 42.4 m                                   | 51.8 m                              | 50.0 m        | 40.41 m                             | 35.05 m                                                | 28.84 m                                    | 30.1 m                                    |
| 全高             | 14.2 m                                                 | 14.7 m                                   | 16.8 m                              | 15.0 m        | 11.84 m                             | 11.84 m                                                | 10.14 m                                    | 10.0 m                                    |
| 空虚重量         | 69.0 t                                                 | 76.5 t                                   | 128.1 t                             | 100 t         | 34.25 t                             | 51 t                                                   | ―                                          | ―                                         |
| 基本離陸重量     | 120 t                                                  | ―                                        | 263 t                               | ―             | 70.305 t                            | ―                                                      | ―                                          | ―                                         |
| 最大離陸重量     | 141 t                                                  | 136.5 t                                  | 265.35 t                            | 220 t         | 79.38 t                             | 81.0 t                                                 | 51.0 t                                     | 68.0 t                                    |
| 最大積載量       | 32 t（2.5G） 36 t（2.25G）                             | 30 t（2.5G）                             | 77.519 t                            | 66 t          | 19.050 t                            | 26 t                                                   | 18.0 t                                     | 20.0 t                                    |
| 貨物室 （L×W×H） | 15.65×4.0×4.0m                                         | 17.71×4.0×3.85m                          | 26.83×5.49×3.76m                    | 20.0×4.0×4.0m | 16.76×3.02×2.74m                    | 18.5×3.4×3.0m                                          | 16.65×2.748×2.75m                          | ―                                         |
| 発動機           | CF6-80C2K1F×2                                          | TP400-D6×4                               | F117-PW-100×4                       | D-30KP-2×4    | AE2100-D3×4                         | V2500-E5×2                                             | D-436-148FM×2                              | PD-14M×2                                  |
| 発動機           | ターボファン                                           | ターボプロップ                           | ターボファン                        | ターボファン  | ターボプロップ                      | ターボファン                                           | ターボファン                               | ターボファン                              |
| 巡航速度         | マッハ0.81                                             | マッハ0.68-0.72 781 km/h （高度9,450 m） | マッハ0.74 830 km/h （高度8,530 m） | マッハ0.75    | マッハ0.59 671 km/h （高度6,700 m） | マッハ0.80 870 km/h                                    | マッハ0.77 825 km/h                        | マッハ0.75 810 km/h                       |
| 航続距離         | 0 t/9,800 km 20 t/7,600 km 30 t/5,700 km 36 t/4,500 km | 0 t/8,710 km 20 t/6,390 km 30 t/4,540 km | 0 t/9,815 km 72 t/4,630 km          | 0 t/7,500 km  | 0 t/6,445 km 16.3 t/3,150 km        | 0 t/6,241 km 14 t/5,019 km 23 t/2,722 km 26 t/2,000 km | 0 t/5,500 km 5.0 t/4,700km 18.0 t/1,000 km | 0 t/7,300 km 4.5 t/6,000 km 20 t/3,250 km |
| 最短離陸滑走距離 | 500 m                                                  | 770 m                                    | 1,000 m                             | 600 - 700 m   | 600 m                               | 1,100 m                                                | ―                                          | 1,050 m                                   |
| 生産数（-2023）  | 19                                                     | 119                                      | 279                                 | 68            | 500                                 | 9                                                      | 2                                          | 0                                         |
| 運用状況         | 現役                                                   | 現役                                     | 現役                                | 現役          | 現役                                | 現役                                                   | 実用試験中                                 | 開発中                                    |

## 登場作品

### 映画・テレビドラマ
『007/ノー・タイム・トゥ・ダイ』
イギリス空軍機が登場。
『GODZILLA ゴジラ』
兵員や車両をハワイから本土に空輸する他、ムートーによってサンフランシスコにまで運ばれた核弾頭を回収するため、主人公、フォードの所属する特殊部隊をHALO降下させる。
『エージェント・オブ・シールド』
シーズン1とシーズン2に主に登場する航空機「the BUS」は、C-17を改造している。
『グリーンランド -地球最後の2日間-』
アメリカ空軍所属機などが登場。彗星クラークの地球直撃が迫る中、政府が選んだ「選抜者」らを各地のシェルターへと空輸する。このうちロビンス空軍基地に駐機していた数機は、パニックで基地内に侵入した群衆と空軍兵らの間で発生した銃撃戦の余波で燃料が引火、地上で爆発する。
『トランスフォーマー』
カタールの基地に駐機しているが、ディセプティコンの襲撃を受け基地ごと破壊される。中盤、スコルポノックの尻尾とレノックス大尉らを、カタールからアメリカ本土まで輸送する。
『トランスフォーマー/リベンジ』
オプティマスプライムを上海上空まで輸送する。戦闘後はオートボットと対ディセプティコン特殊部隊NESTを本土まで輸送する。終盤、オプティマスプライムの亡骸とNESTをエジプトまで輸送し、空挺降下を行う。
『トランスフォーマー/ロストエイジ』
反トランスフォーマー組織「KSI」がガルヴァトロンを含む人造トランスフォーマーを中国に輸送する際にアメリカ空軍機を使用する。
『マン・オブ・スティール』
敵の巨大メカを破壊するため、かつてスーパーマンが地球まで乗ってきた宇宙船を乗せて出撃。敵の迎撃に合いながらも最後は巨大マシンに特攻し、破壊することに成功する。
『ランペイジ 巨獣大乱闘』
主人公達と巨獣を載せて輸送するが、輸送途中に巨獣がキャビン内で暴れ出したことで地上に墜落する。主人公達は墜落直前に貨物扉からパラシュートで脱出している。

### 小説
『GODZILLA 怪獣黙示録』
アメリカ、インディアナポリスで行われるゴジラへの核攻撃に際し、核弾頭の運搬機が不足していたため、本機が急遽改造され、核攻撃機として使用される。

### ゲーム
『Just Cause 2』
「Bering I-86DP」の名称で本機とC-130 ハーキュリーズが混ざった外見の輸送機が登場する。
『エースコンバットシリーズ』
敵や味方の輸送機として登場。
『エースコンバット3 エレクトロスフィア』
コフィンシステム搭載やエンジン搭載方式の変更といった改良が行われた架空の発展型「C-17B グローブマスターIII」が登場。劇中では巨大多国籍企業体「ゼネラルリソース」の私設軍事組織「GRDF」が装備している。
なお、派生型として空中給油機型の「EK-17U（KC-17U）」が存在しており、こちらは治安維持対策機構「UPEO」の装備として登場する。
『エースコンバット6』
敵空挺部隊へM113装甲兵員輸送車を投下する。
『エースコンバット7』
オーシア国防空軍の輸送機として登場する。
『コール オブ デューティ ゴースト』
キャンペーンでM1A2 エイブラムス戦車を投下する際に登場する。本来なら1両しか積載出来ないがなぜか2両積載されている。降下前、もしくは降下後に戦闘機の迎撃を受けて多数が撃墜されている。
『マーセナリーズ』
国連軍所属の機体が登場し、オープニング直後に主人公を乗せたハンヴィーをDMZへ降り立たせる。